# 文潔若
文 潔若（ぶん けつじゃく、1927年 - ）は、中国の女性翻訳家、日本文学研究専門家。清華大学英語文学専攻を卒業。2002年、日本の勲四等瑞宝章を受章した。

## 代表作
- 『万葉集』
- 『古事記』
- 『枕草子』
- 『平家物語』
- 三島由紀夫『春の雪』、『天人五衰』
- 芥川龍之介『羅生門』[3]
- 泉鏡花『高野聖』[4]
- 松本清張『日本の黒い霧』
- 渡辺淳一『阿寒に果つ』[5]
- ヴィクトル・ユーゴー『レ・ミゼラブル』
- ジェイムズ・ジョイス『ユリシーズ』（蕭乾、文潔若訳）[6]